# Helgicirrha cornelii
Helgicirrha cornelii is een hydroïdpoliep uit de familie Eirenidae. De poliep komt uit het geslacht Helgicirrha. Helgicirrha cornelii werd in 1984 voor het eerst wetenschappelijk beschreven door Bouillon. 